# Libero Grassi
Libero Grassi ( prononcé : [ˈliːbero ˈɡrassi] ; Catane, 19 juillet 1924 - Palerme, 29 août 1991) est un fabricant de sous-vêtements italien de Palerme, en Sicile, tué par la mafia après avoir refusé de payer le pizzo, l'impôt mafieux. Il écrit une lettre ouverte à un journal local affichant son refus, et est abattu dans la rue huit mois plus tard. 

## Activité
Grassi dirigeait l’usine Sigma, produisant des sous-vêtements masculins et des pyjamas à Palerme. La société comptait environ 100 employés et un chiffre d’affaires de 5 millions de dollars en 1990.   

## Refus de payer lepizzo
À la fin de 1990, Grassi commence à refuser de payer le pizzo, comme environ 50 % des entreprises de Palerme. Il reçoit des menaces de mort. Le 10 janvier 1991, Grassi écrit une lettre ouverte dans Giornale di Sicilia, un quotidien de Palerme, intitulée « Cher extorqueur », dans laquelle il dénonce les demandes de la mafia et annonce publiquement son refus de payer.  Le même jour, il communique à la police les noms des mafieux qui l'ont contacté, ce qui entraîne cinq arrestations en mars,.
Le lendemain de la publication de la lettre, le maire de Palerme, le procureur, le colonel de la police fédérale et la presse sont présents à son usine pour manifester leur soutien. Malgré la protection policière, deux personnes prétendant être des inspecteurs de l'hygiène sont parvenus à s'introduire dans l'usine et à menacer des employés. Grassi gagne une certaine notoriété, et apparaît à la télévision nationale le 11 avril 1991 (au Samarcanda de Michele Santoro sur la Rai 3).  
Cependant, les autres entreprises de Palerme ne le rejoignent pas, et il est progressivement isolé. Grassi dénonce la façon dont certains collègues ou clients l'évitent, craignant également des représailles.

## Représailles et meurtre
Grassi voit sa boutique cambriolée au début de 1991, l'argent volé correspondant exactement à la somme exigée par la mafia. Une tentative infructueuse d'incendie criminelle a lieu peu après. Grassi est abattu le 29 août 1991, à 7 h 30, dans la via Vittorio Alfieri à Palerme, de trois balles dans la tête. Aucun témoin ne s'est manifesté. Après le meurtre, 10 000 personnes sont descendues dans les rues pour protester. Le 26 septembre 1991, les animateurs de télévision Santoro et Maurizio Costanzo ont consacré un programme télévisé national commun à la mémoire de Grassi, dans le cadre d'une coopération unique entre la chaîne publique Rai Tre et privée Canale 5, avec la participation du juge antimafia Giovanni Falcone.
L'épouse de Libero Grassi, Pina, et leurs enfants, Davide et Alice, ont tenté de maintenir l'entreprise familiale, qui fait finalement faillite.

## Postérité
Le meurtrier Mafioso Salvatore "Salvino" Madonia et son père Francesco Madonia, le patriarche de la famille mafieuse Resuttana de Palerme, sont finalement arrêtés et traduits en justice. Selon un transfuge de la mafia, Salvatore Madonia aurait personnellement tué Grassi. En octobre 2006, à l'issue d'un vaste procès, trente malfaiteurs ont été reconnus coupables de soixante meurtres commis depuis un quart de siècle et les Madonias ont été reconnus coupables du meurtre de Grassi,.
Une centaine de commerçants de Palerme ont déclaré publiquement leur refus de payer le pizzo en 2006, peu de temps après l'arrestation du chef de la mafia, Bernardo Provenzano, conjointement avec la veuve de Grassi, Pina, et ses enfants, Davide et Alice, lors de rassemblements publics antimafia conjointement avec le mouvement Addiopizzo.
Tous les 29 août, la mort de Libero Grassi est commémorée, notamment en dessinant une flaque de peinture rouge sur le trottoir où il a été tué.